# SEAT Tango
La SEAT Tango è una concept car costruita dalla casa automobilistica spagnola SEAT nel 2001.

## Profilo e contesto
La vettura è una roadster a due porte e posti, presentata al Salone di Francoforte del 2001 e progettata dal team diretto da Walter de Silva con il contributo del designer di SEAT Steve Lewis.
Realizzata sulla piattaforma accorciata a trazione anteriore della coeva SEAT Ibiza, è alimentata da una versione da 180 CV del motore 1.8 litri turbo a 20 valvole del Gruppo Volkswagen. Originariamente la vettura doveva essere chiamata Tanga, tuttavia il nome è stato rifiutato dalla direzione del Gruppo Volkswagen poiché giudicato troppo provocatorio.
Nel progettare la vettura sono state integrate numerosi dispostivi di sicurezza: oltre alla struttura a deformazione progressiva e all'abitacolo centrale che aiutano ad attutire e ridurre i danni da un eventuale impatto durante un incidente, è stata dotata anche di doppi airbag frontali e laterali, sistema di frenata antibloccaggio ABS, controllo elettronico della stabilità e della trazione.
La Tango è stata a lungo oggetto di svariate speculazioni e rumor sull'opportunità di essere prodotta in serie. Sebbene sia stata supportata dal presidente della SEAT (e successivamente del Gruppo Volkswagen) Bernd Pischetsrieder, la Tango non ha mai avuto il nulla osta per entrare in produzione, rimanendo allo stadio prototipale. L'integrazione di SEAT negli anni successivi nell'orbita Audi, ha significato che le decisioni sulla produzione di nuovi modelli dovevano essere prese in accordo il management di Audi; tuttavia, l'Audi era contraria a produrre la Tango. Invece, si scelsero modelli in segmenti di mercato che si pensava avessero più possibilità remunerative in termini di vendita, come la SEAT Altea.

## Riconoscimenti
- Premio Autonis 2002 nella categoria concept car[7]